# Balneário Rincão
Balneário Rincão är en kommun i Brasilien.   Den ligger i delstaten Santa Catarina, i den södra delen av landet, 1 500 km söder om huvudstaden Brasília.
Trakten runt Balneário Rincão består i huvudsak av gräsmarker.